# Hällkärr
Hällkärr är en sumpmark i Finland. Den ligger i Esbo i landskapet Nyland, i den södra delen av landet, 21 km väster om huvudstaden Helsingfors.